# Salvatore Adamo
Salvatore Adamo (művésznevén: Adamo) (Comiso (Szicília), 1943. november 1. –) olasz származású, francia nyelvű belga énekes. Apja 1947-ben érkezett Belgiumba családjával együtt, hogy bányászként helyezkedjen el, s az ottani Jemappe városban nőtt fel.
1960 decemberében megnyert egy rádiós „ki mi tud” versenyt, ahol a hallgatók szavazatai döntöttek. Nyereményként elkészíthette első kislemezét, ami azonban nem aratott sikert. Párizsba ment, ahol 1963-ban a Sans toi ma mie (Nélküled, kedvesem) című dala meghozta számára a várva várt elismerést. Ezt követte ugyancsak 1963-ban a szinte azonnal világsikerré vált Tombe la neige (Hull a hó), a Vous permettez, Monsieur? (Megengedi, Uram?) (1964), Les filles du bord de mer (Tengerparti lányok) és a Mes mains sur tes hanches (Kezem a csípődön) (1965), majd az Inch'Allah (1967).
Sikere nemzetközi lett, dalait rengeteg nyelven énekelte el: olaszul, spanyolul, németül, hollandul, japánul, portugálul és törökül. Különösen Japánban kedvelték meg – sikere azzal magyarázható, hogy a Tombe la neige versezete, öt szótagos refrénje megfelel a hagyományos japán versformának (haiku). Egy Salvatore Adamo által terjesztett anekdota szerint a japánok kisajátították a dalt, és időnként úgy beszélnek róla, mintha saját kulturális örökségükhöz tartozna.
Hat alkalommal lépett fel a rangot adó párizsi Olympia színpadára (1965, 1967, 1969, 1971 1977 és 1998) és öt év alatt háromszor koncertezett a New York-i Carnegie Hall-ban (1970, 1974 és 1976).
Noha világsztár volt, sosem hagyta magát piedesztára emelni, mindig megmaradt övéi, az egyszerű emberek között, akikre nap mint nap sugározta szeretetét dalaival. Jacques Brel írta egyszer neki: „Salvatore, te egy kedves kertész vagy”, Raymond Devos humorista pedig azt mondta róla, hogy „Adamo… az dal, költemény, remegés! ”.
Az 1980-as években, szívinfarktus miatt kissé visszavonult, de az 1990-es évek nosztalgiahulláma őt is elérte és visszahozta a zenei élet fősodrába, elsősorban Arno Hintjens énekes közreműködésével, aki segített a Zanzibar című album elkészítésében. 2004-ben egészségi problémái miatt számos koncertjét kellett lemondania, többek között a híres bretagne-i seregszemlén, a Vieilles Charrues Fesztiválon való részvételt.
Dalainak zenéjét és szövegét is önmaga írja, a francián kívül olasz, angol, spanyol és német nyelven. Lemezei több mint 100 millió példányban fogytak el, nyolc országban 22 aranylemeze van.
1993 óta Adamo Belgium UNICEF-nagykövete.
II. Albert belga király a 2001. július 4-i rendeletével engedélyezte neki a lovag nemesi cím viselését.

## Lemezei
Visszatérését követően francia nyelven megjelent főbb albumai:
- 1998 – Regards
- 2001 – Par les temps qui courent
- 2002 -: Les mots de l’âme (válogatás)
- 2003 – Zanzibar
- 2004 – Un soir au Zanzibar (koncertfelvétel – válogatás) + ugyanezen a néven DVD
- 2007 – La part de l'ange
- 2008 – Le bal des gens bien - Duets (válogatás)
- 2010 - De toi à moi
- 2012 - La grande roue
- 2014 - Adamo chante Bécaud

## Bibliográfia
- 2001 – Le souvenir du bonheur est encore du bonheur – Kiadó: Albin Michel
- 2003 – Adamo c'est sa vie – auteur: Thierry Coljon – Kiadó: Editions du Félin